# 地球の子
『地球の子』（ちきゅうのこ）は、神海英雄による日本の漫画。『週刊少年ジャンプ』（集英社）において、2022年12号から同年40号まで全27話が連載された。平凡な男性と「地球の子」としてヒーロー活動を行う女性の純愛を描く。単位話数は「第○縷 (-る)」。

## 登場人物
声はYouTube「ジャンプチャンネル」のボイスコミックにおける担当声優。

### 佐田和家
佐和田 令助（さわだ れいすけ）
声 - 小林裕介
主人公。平凡な男性。一人称は「オレ」。
佐和田 かれり（さわだ かれり）
声 - 下地紫野
メインヒロイン。「地球の子」。令助と結婚し、星降(ほしふれ) かれりから佐和田かれりに姓を変更した。
佐和田 衛（さわだ まもる）
声 - 藍谷早咲
令助とかれりの息子。「地球の子」。

### WastE.
片桐・マッケンジー・悠真（かたぎり・マッケンジー・ゆうま）
声 - 山根雅史

## 作風
ライターのふくだりょうこによると、本作は第1話から「情報量と、時間の流れに圧倒される」ほど「驚きのスピード感」で描かれているが、「それでも駆け足に感じられない」のは「令助とかれりの濃密な心情がきちんと描かれている」ことによって「大きな違和感がない」からである。「かれりがいなくなったあと」も、「繊細な心情描写」によって「衛にそばに令助がいなければならない理由が読者に伝わりやすい」よう描かれている。

## 書誌情報
- 神海英雄『地球の子』集英社〈ジャンプ・コミックス〉、全3巻
  1. 「君は地球、僕は月」2022年6月3日発売[1][5]、ISBN 978-4-08-883146-6
  2. 「誓約のいないいないばぁ」2022年8月4日発売[6]、ISBN 978-4-08-883194-7
  3. 「今日も地球で頑張る君へ」2022年10月4日発売[7]、ISBN 978-4-08-883289-0